# De katten van Ulthar
De katten van Ulthar (originele titel The Cats of Ulthar) is een kort horrorverhaal van de Amerikaanse schrijver H. P. Lovecraft. Het verhaal werd voor het eerst gepubliceerd in november 1920 in het tijdschrift "Tryout". Tegenwoordig bevindt het verhaal zich in het publiek domein.
Lovecraft liet zich voor zijn verhaal inspireren door Lord Dunsany, en beschouwde het verhaal zelf als een van zijn betere werken.

## Plot
In het dorpje Ulthar is het sinds vele jaren bij wet verboden om katten pijn te doen of te doden. Een naamloze verteller vertelt over de gebeurtenissen die tot deze opmerkelijke wet hebben geleid:
Ooit woonde er in het dorp een oud echtpaar, dat de gewoonte had elke kat die zich in de nabijheid van hun huis begaf te vangen en te vermoorden. De mensen in Ulthar waren te bang voor het koppel om hen direct aan te spreken over hun gedrag, en probeerden in plaats daarvan hun katten zo veel mogelijk uit de buurt van het huis te houden. Op een dag arriveerde er een karavaan van reizigers uit een ver land in het dorp. Onder hen bevond zich een jongen genaamd Menes, wiens enige gezelschap een jong katje was. Die nacht viel het katje echter ten prooi aan het oude koppel, waarna Menes actie ondernam. Die dag voerde hij een vreemd ritueel uit, waarna de karavaan weer vertrok. De nacht erop bleken alle katten in het dorp verdwenen te zijn, enkel om de volgende dag terug te keren. Bij hun terugkeer bleken alle katten geen trek meer te hebben, alsof ze pas nog flink gegeten hadden. Niet veel later werden de tot op het bot afgekloven lijken van het oude koppel gevonden in hun huis.

## Achtergrond
Lovecraft besprak zijn idee voor "De katten van Ulthar" in mei 1920 met zijn vriend Keiner, waarna hij in juni dat jaar het verhaal voltooide. Net als veel van Lovecrafts oudere werk was "De katten van Ulthar" gebaseerd op het werk van de Anglo-Ierse schrijver Lord Dunsany. Lovecraft probeerde Dunsany’s schrijfstijl zo veel mogelijk over te nemen.
Lovecraft was zelf een kattenliefhebber en vond "De katten van Ulthar" dan ook een van zijn favoriete verhalen. Verschillende critici beschouwen het verhaal als een van de beste werken van Lovecraft uit zijn begindagen als schrijver.

## Connecties met andere verhalen
Het personage Atal, de zoon van de herbergier uit Uthal, maakt ook zijn opwachting in het verhaal The Other Gods. Hierin wordt hij als volwassen man de leerling van Barzai en reist met hem de wereld af op zoek naar de goden uit de titel.
Ulthar en zijn katten maken hun opwachting in het verhaal The Dream-Quest of Unknown Kadath, waarin Randolph Carter het plaatsje bezoekt.